# Thomas Russell Crampton
Thomas Russell Crampton, född 6 augusti 1816 i Broadstairs, grevskapet Kent, död 19 april 1888 i London, var en brittisk ingenjör, järnvägsbyggare och uppfinnare. Han är känd för en av honom konstruerad lokomotivtyp, som på sin tid var mycket i bruk, särskilt i södra Tyskland och Frankrike. 
Crampton kom efter föregående teknisk utbildning 1839 i tjänst vid Great Western Railway, därefter 1844–1848 hos George Rennies lokomotivfabrik. Cramptonlokomotiven skilde sig från förut brukliga typer genom drivaxelns placering bakom pannan samt genom anordningen för förbindelsen mellan panna och eldstad. Han ägnade sig även åt byggande av järnvägar samt gjorde åtskilliga uppfinningar, bland annat flera ugnskonstruktioner, en tegelpress och en tunnelborrmaskin. Den första undervattenstelegrafkabeln mellan Calais och Dover nedlades även under hans ledning. 

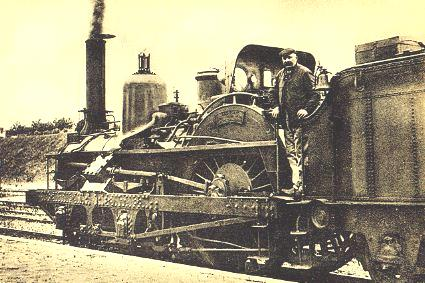
Ett ånglok konstruerat av Crampton